# خاندان مائدا

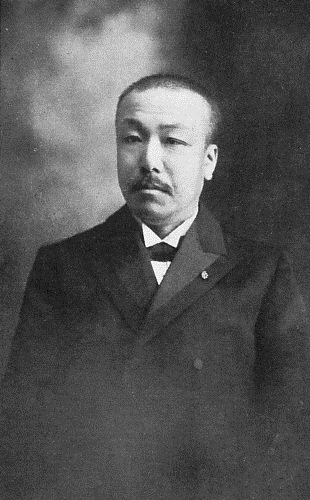
توشیاتسو مائدا

خاندان مائدا (به ژاپنی: 前田氏 Maeda-shi) یکی از خاندان‌های ژاپنی و شاخه‌ای از «خاندان سوگاوارا» بود.